# Матковський Северин
о. Северин Матковський (22 вересня 1861, Велика Горожанна — 13 серпня 1935, Босири) — український священник УГКЦ, громадський діяч. Делегат Української Національної Ради ЗУНР, представляв Гусятинський повіт. Парох у Босирах, діяч УНДП.

## Життєпис
Народився 22 вересня 1861 року в с. Велика Горожанна в сім'ї місцевого священника і пароха о. Павла Матковського (Paulus de Matkowski Konturowicz) і його дружини Людовики з Ганкевичів. 
Вчився у Відні в Греко-католицькій центральній семінарії (принаймні 1883—1884 академічний рік). Після богословських студій одружився і в 1885 році був висвячений на священника. Був сотрудником (1885—1890 і 1892—1893) і адміністратором парафії у Снятині (1890—1892). У 1893 році отримав призначення на пароха в с. Босири (тоді Скальського деканату Станиславівської єпархії).
1897 року разом із Михайлом Петрицьким, Лукою Сафіяном запропонували побудувати в Копичинцях Народний дім. Засновник філії товариства «Просвіта» в Гусятині в грудні 1898 року. Під час страйку хліборобів Галичини 1902 року був посередником між селянами і дідичами (поміщиками). Засновник кредитового товариства «Згода» в Копичинцях і товариства «Збруч» у Гусятині. Його освіченістю («мав два університетські факультети»; також «об'їздив пів Європи») був вражений наддніпрянець Віктор Андрієвський.
Помер 13 серпня 1935 року в Босирах.